# Unione di Lublino
L'Unione di Lublino fu un atto politico siglato a Lublino, in Polonia, il 4 luglio 1569, con il quale fu sancita la fusione del Regno di Polonia e del Granducato di Lituania in un'unica realtà statale che prese il nome di Repubblica dei due Popoli o Confederazione polacco-lituana. Il nuovo stato fu governato da un monarca elettivo che assunse l'eredità dei sovrani polacchi e dei granduchi lituani, affiancato da un Senato e un parlamento detto Camera dei deputati della Polonia. L'Unione di Lublino rappresentò l'evoluzione della precedente unione personale fra domini polacchi e lituani e fu resa necessaria dalla pericolosa posizione della Lituania nelle guerre con la Russia.
Riconosciuta come evento cruciale nella storia di molte nazioni, l'Unione di Lublino è stata osservata e valutata in maniera diversa da molti storici. Alcuni studiosi polacchi hanno esaltato i suoi aspetti positivi, enfatizzandone i tratti di creazione politica volontaria e pacifica e il ruolo fondamentale nella diffusione dell'avanzata cultura polacca. Altri, come Paweł Jasienica, hanno messo in rilievo come l'Unione abbia distolto la Polonia dal consolidamento ad occidente della propria influenza (Slesia e Pomerania governate da rami cadetti della dinastia Piast) rivolgendosi a oriente per difendere la debole situazione della Lituania su quel fronte. Gli storici lituani sono stati invece più critici nei confronti di questo atto, sottolineando la posizione predominante della Polonia all'interno dell'Unione. La storiografia ufficiale sovietica, per mezzo dei suoi storici inclini a seguire le direttive politiche, allo scopo di giustificare, l'invasione della Polonia nel 1939 a fianco della Germania nazista e la conseguente occupazione dei territori orientali, ha cercato di accreditare la versione secondo la quale la Confederazione non fosse altro che oppressione per le vaste masse di contadini e classi più povere. È anche vero che le condizioni di questi ceti non erano poi peggiori di quelle dei contadini del principato di Moscovia. Va comunque ricordato che con tutti i limiti e le critiche possibili, la Confederazione fu il primo tentativo riuscito di unione tra popoli slavi. In un certo momento della sua storia venne considerata la possibilità di far assurgere l'Ucraina a stato confederato con il nuovo nome di Repubblica dei tre Popoli.

## Storia

### Antefatti
La firma del trattato rappresentò il frutto di una lunga discussione che vide in primo piano i magnati lituani, spaventati dalla prospettiva di perdere gran parte del loro potere. Secondo i piani, infatti, l'Unione avrebbe equiparato di fronte alla legge il loro status e quello della bassa nobiltà, di gran lunga più numerosa, ma la contingenza storica non consentiva alla Lituania grandi spazi di manovra: la minaccia di una sconfitta totale contro la Russia nella guerra di Livonia e la conseguente prospettiva dell'incorporazione nello stato moscovita si faceva sempre più concreta. Da parte sua, la Polonia non era disposta ad offrire aiuto ai lituani senza poter chiedere nulla in cambio. Il re di Polonia Sigismondo II Augusto, con il sostegno della nobiltà (la szlachta), cominciò a premere a favore dell'unione.

### Il parlamento del 1569
Il parlamento (Camera dei deputati della Polonia) si riunì nel gennaio 1569 presso la città polacca di Lublino, ma non raggiunse alcun accordo. In segno di protesta contro le pressioni polacche a favore della firma del trattato, i Lituani, guidati da Mikolaj "Rudy" Radziwill, voivoda di Vilna, lasciarono Lublino il 1º marzo, temendo che Sigismondo avrebbe concluso da sé la trattativa.
Il 26 marzo il re assecondò le pressioni della szlachta e ordinò l'annessione alla Polonia delle regioni di Podlachia, Volinia, Podolia e Kiev, territori della Lituania meridionale già controllati dalla corona polacca. Si trattava di una porzione significativa del territorio lituano, corrispondente ad oltre metà dell'odierna Ucraina. I Lituani dovettero tornare sotto il comando di Jan Hieronimowicz Chodkiewicz (padre di Jan Karol Chodkiewicz) e portarono avanti i negoziati continuando a opporsi fermamente all'ipotesi di annessione totale del granducato alla corona polacca, come voleva la szlachta, e sostenendo il progetto di uno stato federale. Il 28 giugno le ultime resistenze furono vinte e il trattato fu firmato dal re il 4 luglio successivo.

## Gli effetti dell'Unione

### Conseguenze militari
La Polonia offrì subito il proprio aiuto militare alla Lituania, alle prese con la guerra di Livonia, ma non restituì i territori annessi prima dell'unione, malgrado la confederazione sfumasse di molto il significato dei confini fra i due stati. La Lituania fu comunque costretta a riconoscere alla Polonia l'annessione di Podlachia, Volinia, Podolia e Kiev.

### Conseguenze politiche

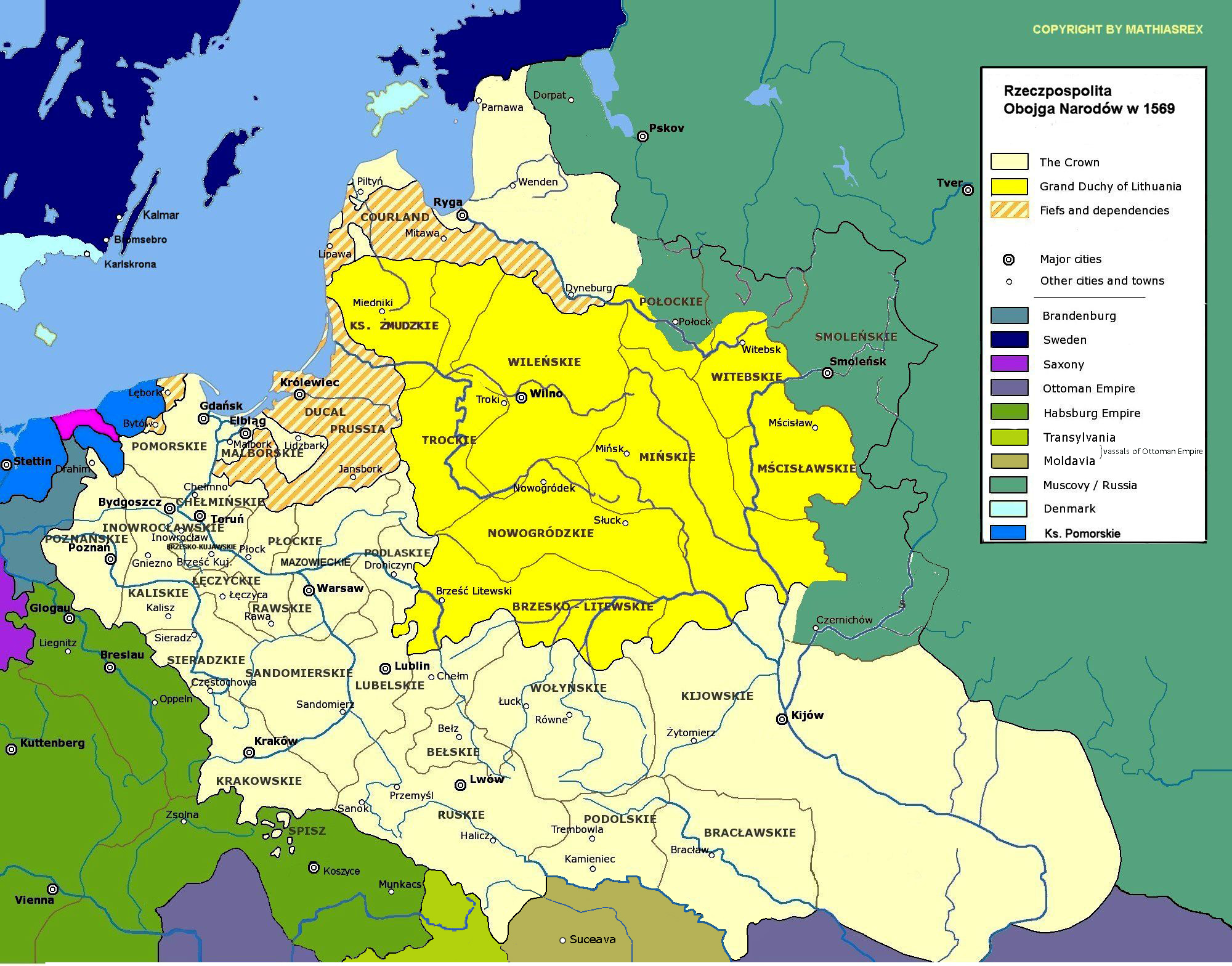
Rzeczpospolita in 1569

L'Unione di Lublino rappresentò il più grande successo di re Sigismondo, ma anche il suo più grande fallimento. Pur avendo dato vita alla più grande realtà statale di tutta l'Europa del tempo, Sigismondo fallì nell'agevolare le riforme necessarie a fondare un sistema politico efficiente. Egli sperava di rafforzare la monarchia grazie al supporto della bassa nobiltà e di bilanciare allo stesso tempo il potere di questi ultimi e dei magnati, ma non vi riuscì. Sebbene l'intera aristocrazia della Confederazione fosse dichiarata formalmente uguale in termini di legge, il potere politico restò essenzialmente nelle mani dei magnati e non fu per niente indebolito: essi riuscirono sistematicamente a corrompere o asservire i propri fratelli minori. Allo stesso tempo il potere della Corona avrebbe continuato a scemare inesorabilmente: mentre gli stati vicini si sarebbero sempre più evoluti in monarchie assolute forti e accentrate, la Confederazione sarebbe scivolata in una condizione di anarchia politica che ne avrebbe messo a rischio la stessa esistenza.
L'Unione di Lublino determinò la fusione delle due entità statali di Polonia e Lituania, ma su molti fronti esse mantennero significativi livelli di autonomia: disponevano ciascuna di un proprio esercito, una tesoreria, un corpo di leggi e di organi amministrativi. Sebbene l'Unione dichiarasse i due Paesi uguali e di pari dignità, la Polonia, più vasta e culturalmente più vivace, avrebbe assunto ben presto un ruolo dominante.
Una differenza che fu evidente già nella rappresentatività delle due nazioni in seno alla Camera dei deputati della Polonia: a causa dei diversi livelli di popolazione, i deputati polacchi superavano quelli lituani in rapporto di 3:1.
I promotori dell'Unione di Lublino si aspettavano che Lituania e Polonia fossero legate fra loro in maniera più stretta di quanto fossero in realtà. Il Secondo statuto di Lituania, del 1566, rimaneva ancora in vigore e molte delle sue disposizioni differivano in modo sostanziale dai dettami dell'Unione di Lublino. Anche il Terzo statuto di Lituania, adottato nel 1588, contrastava con molti dei punti previsti dall'Unione.
La nobiltà polacca considerò gli statuti lituani incostituzionali, poiché in sede di ratifica dell'Unione di Lublino era stato stabilito che nessuna legge avrebbe potuto andare in contrasto con essa. Altrettanto dichiaravano gli Statuti, che tra l'altro continuarono ad essere adoperati anche in quelle regioni che la Polonia aveva annesso poco prima della firma dell'Unione. Questi definivano incostituzionali le leggi emanate in conflitto con essi, dando avvio a una serie di controversie giuridiche che sarebbero durate molti anni.
I tentativi di limitare il potere dei magnati lituani (specialmente la famiglia Sapieha) e di unificare il corpo di leggi della Confederazione portarono alla nascita del movimento detto koekwacja praw, che culminò nelle Riforme koekwacja alle elezioni parlamentari del maggio-giugno 1697. Queste furono confermate ad aprile del 1698 nel documento Porządek sądzenia spraw w Trybunale Wielkiego Księstwa Litewskego

### Conseguenze culturali
Nella vita culturale e sociale, la lingua polacca e la religione cattolica divennero presto dominanti per la nobiltà rutena, gran parte della quale era inizialmente di lingua rutena e religione Greco-ortodossa. Ma i sudditi comuni, specialmente i contadini, continuarono a parlare i loro idiomi e a professare la religione ortodossa, determinando, nelle aree lituane e rutene della Confederazione, una sempre maggiore distanza fra le classi sociali più povere e la nobiltà.
Alcuni magnati ruteni continuarono a resistere ai tentativi di polonizzazione rimanendo incrollabilmente fedeli al cristianesimo ortodosso e facendo generose elargizioni alle chiese di rito greco e alle scuole rutene. Tuttavia, le tendenze alla polonizzazione furono più forti e nel giro di poche generazioni portarono quasi tutta la nobiltà rutena nell'orbita della cultura polacca.
Le divergenze religiose avevano trovato un parziale compromesso con la Chiesa uniate, di liturgia bizantina, ma che riconosceva la supremazia papale.
L'Unione di Lublino restò in vigore fino al 1791, quando fu superata dalla Costituzione del 3 maggio: la Confederazione fu trasformata in uno stato unitario dal re Stanislao II Augusto Poniatowski.
Le insurrezioni dei cosacchi e gli interventi militari stranieri determinarono nel 1795 la spartizione della Polonia a opera di Russia, Prussia e Austria-Ungheria. L'Unione di Lublino fu soppressa durante la vigenza dell'Unione di Kėdainiai.